# Shonan Seven
 (septembre 2024).
La mise en forme du texte ne suit pas les recommandations de Wikipédia : il faut le « wikifier ».
Les points d'amélioration suivants sont les cas les plus fréquents. Le détail des points à revoir est peut-être précisé sur la page de discussion.
- Les titres sont pré-formatés par le logiciel. Ils ne sont ni en capitales, ni en gras.
- Le texte ne doit pas être écrit en capitales (les noms de famille non plus), ni en gras, ni en italique, ni en « petit »…
- Le gras n'est utilisé que pour surligner le titre de l'article dans l'introduction, une seule fois.
- L'italique est rarement utilisé : mots en langue étrangère, titres d'œuvres, noms de bateaux, etc.
- Les citations ne sont pas en italique mais en corps de texte normal. Elles sont entourées par des guillemets français : « et ».
- Les listes à puces sont à éviter, des paragraphes rédigés étant largement préférés. Les tableaux sont à réserver à la présentation de données structurées (résultats, etc.).
- Les appels de note de bas de page (petits chiffres en exposant, introduits par l'outil «  Source ») sont à placer entre la fin de phrase et le point final[comme ça].
- Les liens internes (vers d'autres articles de Wikipédia) sont à choisir avec parcimonie. Créez des liens vers des articles approfondissant le sujet. Les termes génériques sans rapport avec le sujet sont à éviter, ainsi que les répétitions de liens vers un même terme.
- Les liens externes sont à placer uniquement dans une section « Liens externes », à la fin de l'article. Ces liens sont à choisir avec parcimonie suivant les règles définies. Si un lien sert de source à l'article, son insertion dans le texte est à faire par les notes de bas de page.
- La présentation des références doit suivre les conventions bibliographiques. Il est recommandé d'utiliser les modèles {{Ouvrage}}, {{Chapitre}}, {{Article}}, {{Lien web}} et/ou {{Bibliographie}}. Le mode d'édition visuel peut mettre en forme automatiquement les références.
- Insérer une infobox (cadre d'informations à droite) n'est pas obligatoire pour parachever la mise en page.

Pour une aide détaillée, merci de consulter Aide:Wikification.
Si vous pensez que ces points ont été résolus, vous pouvez retirer ce bandeau et améliorer la mise en forme d'un autre article.
 (septembre 2024).
Shonan Seven est un manga écrit par Tōru Fujisawa et illustré par Shinsuke Takahashi, publié entre 2014 et 2020 dans le magazine Shōnen Champion (Akita Shoten) en 17 volumes. Situé dans l'univers récurrent de Shonan, il fait partie de la continuité des œuvres de Fujisawa, notamment GTO et Young GTO, étant un spin-off de GTO Shonan 14 Days. En effet, l'histoire de Shônan Seven prend place après les départs d’Eikichi Onizuka et Ryuji Danma pour Tōkyō. Ce manga met en avant des thématiques telles que la jeunesse rebelle, les arts martiaux, et les défis personnels.

## Synopsis
L’histoire se déroule au lycée Tsujidô. On y suit Ikki Kurokami, un jeune étudiant de première année passionné d'arts martiaux. Son objectif : rejoindre le prestigieux groupe du Shonan Seven, constitué des sept meilleurs combattants de la région issus des différents lycées de Shonan. Le Shonan Seven est né pour stopper le chaos causé par les bagarres incessantes entre lycées, et chaque école sélectionne ses propres membres à travers des tournois internes.
Le lycée Tsujidou a toujours remporté ce tournoi et pour Ikki, la première étape est de gagner sa place parmi les sept sélectionnés de Tsujidô. Il devra affronter des adversaires redoutables dans un tournoi interne, face à des jeunes délinquants et d'aspirants combattants.
En parallèle, un mystère plane autour du frère d’Ikki, Kurokami. Ce dernier semble jouer un rôle important dans l’histoire, sans que l’on sache dès le début la nature exacte de son influence.

## Personnages principaux
- Ikki Kurokami : Protagoniste principal, il est déterminé à devenir un membre du Shonan Seven. Combattant talentueux et loyal envers ses amis, il est motivé par l’ambition et le désir de prouver sa valeur.
- Yûka Kakisawa (ou Kakki) : Amie d’enfance d’Ikki, elle est secrètement amoureuse de lui. Issue d’une famille qui possède un dojo de karaté, Yûka pratique cet art martial depuis dix ans. Elle est une véritable guerrière, ceinture noire deuxième dan, avec une réputation de combattante redoutable après de nombreuses victoires.
- Madoka Kiryuin : Élève de première année à Tsujidou et chanteuse dans un girls band. Elle place beaucoup d'espoir en Ikki, tout en gardant des ambitions en dehors des combats.
- Tetsuo Kato : Membre actuel du Shonan Seven, il devient un mentor pour Ikki, l'aidant à comprendre les exigences du groupe et à affronter les dures réalités du tournoi.
- Haku Kamijo : Rival d'Ikki dans le tournoi. Calme et déterminé, il est un combattant exceptionnel avec des compétences qui en font l’un des plus grands défis pour Ikki.
- Les Ramon Bros : Frères jumeaux synchronisés et violents, ils sont connus pour leur agressivité et sont des adversaires redoutables dans le tournoi interne.

## Style et influence
Les scènes de combat de Shonan Seven sont particulièrement dynamiques et détaillées, capturant toute l’intensité des affrontements. Le manga conserve l’humour et la camaraderie qui caractérisent l’univers de Fujisawa, bien que les combats et la compétition prennent une place importante, contrastant avec les thèmes éducatifs de GTO.
Le lien avec Young GTO et l'univers de Shonan permet à Shonan Seven de s’ancrer dans un cadre familier pour les fans de Fujisawa, tout en apportant une atmosphère plus brutale, centrée sur la violence et la hiérarchie sociale à travers les combats.

## Réception
Shonan Seven a su séduire les fans de mangas nekketsu (combats, tournois et rivalités) grâce à ses scènes d’action intenses et à ses personnages captivants. Bien qu’il n’ait pas atteint la popularité de GTO, il a fidélisé une audience grâce à son style visuel soigné et à l'évolution de ses protagonistes à travers les tournois.